# Filomena Marturano (película de 1950)
 Filomena Marturano es una película argentina en blanco y negro dirigida por Luis Mottura según el guion escrito por Ariel Cortazzo y María Luz Regás basado en la obra teatral homónima de Eduardo De Filippo que se estrenó el 20 de enero de 1950 y que tuvo como actores principales a Tita Merello, Guillermo Battaglia, Gloria Ferrandiz, Alberto de Mendoza y Tito Alonso.

## Sinopsis
Una mujer de vida irregular que consiguió que un hombre adinerado se casara con ella le dice que solamente uno de sus hijos lleva su sangre.

## Reparto
- Tita Merello	... 	Filomena Marturano
- Guillermo Battaglia ...Domingo Soriano
- Gloria Ferrandiz ...Rosalía
- Alberto de Mendoza ...Ricardo, hijo de Filomena
- Tito Alonso	…Humberto, hijo de Filomena
- Domingo Márquez ...hijo de Filomena
- Agustín Barrios
- Lía Casanova ...Diana
- Luis Héctor San Juan
- Aída Villadeamigo
- Santiago Rebull
- Cristina Berys
- Leda Zanda

## Comentarios
Manrupe y Portela opinan que visto hoy el filme acusa teatralidad y sentenciosidad y el crítico King escribió en su momento en El Mundo:

"Fiel trasplante de la pieza teatral...(había) una posibilidad de ampliarla, de darle mayor vuelo, de enriquecerla merced a ese expenso panorama que la cámara puede recoger y que al teatro le está vedado. No se ha hecho."